# Руснак Микола Анатолійович
Мико́ла Анато́лійович Русна́к (19 грудня 1983, Степківка, Первомайського району, Миколаївської області — 2 листопада 2014, Маріуполь) — український військовик, учасник російсько-української війни.

## Біографія
Рядовий 13-го окремого аеромобільного батальйону Збройних сил України.
Кулеметник 1-го відділення 3-го стрілецького взводу 3-ї стрілецької роти військової частини 3152 Південного оперативно-територіального об'єднання Національної гвардії України.
2 листопада 2014 року загинув о 7:28 — у мікрорайоні «Східний» міста Маріуполь, на блокпосту на вул. Таганрозькій під час огляду цивільного позашляховика, що вибухнув. Служба безпеки України встановила, що автомобіль використано для теракту. Машину з вибухівкою супроводжував безпілотник російських фахівців. При наближенні до блокпоста терористи привели в дію вибуховий пристрій мобільним телефоном.
Похований у селі Степківка.
Без батька залишилося двоє дітей.

## Нагороди, вшанування
За особисту мужність і героїзм, виявлені у захисті державного суверенітету та територіальної цілісності України, вірність військовій присязі під час російсько-української війни нагороджений орденом «За мужність» III ступеня (26.2.2015, посмертно).
На пошанування Миколи Руснака в Жовтневій ЗОШ I—III ступенів встановлено меморіальну таблицю героєві.